# Elitserien i handboll för damer 2015/2016
Elitserien i handboll för damer 2015/2016 var den 45:e säsongen av Sveriges högsta division i handboll för damer. Serien spelades under perioden 16 september 2015 till 5 mars 2016.

## Deltagande lag
Från Elitserien 2014/2015 (8 lag)
- H65 Höör
- Team Eslövs IK
- BK Heid
- Lugi HF
- Skuru IK
- Skövde HF
- IK Sävehof
- VästeråsIrsta HF

Från Elitserie-kval (3 lag)
- IF Hellton (upp från Allsvenskan)
- Spårvägens HF (kvar i Elitserien)
- Önnereds HK (kvar i Elitserien)

Från Allsvenskan 2014/2015 (1 lag)
- Kristianstad HK

## Tabell
Lag 1-8 går vidare till slutspel, lag 9-11 går till Elitseriekval mot lag 2-4 i Allsvenskan. Lag 12 åker ur.
| Nr | Lag              | S  | V  | O | F  | GM  | IM  | MS   | P  |
| -- | ---------------- | -- | -- | - | -- | --- | --- | ---- | -- |
| 1  | IK Sävehof       | 22 | 20 | 0 | 2  | 631 | 478 | +153 | 40 |
| 2  | Skuru IK         | 22 | 17 | 2 | 3  | 579 | 451 | +128 | 36 |
| 3  | Lugi HF          | 22 | 15 | 2 | 5  | 518 | 427 | +91  | 32 |
| 4  | VästeråsIrsta HF | 22 | 15 | 1 | 6  | 602 | 524 | +78  | 31 |
| 5  | Skövde HF        | 22 | 14 | 2 | 6  | 578 | 529 | +49  | 30 |
| 6  | H65 Höör         | 22 | 12 | 2 | 8  | 565 | 500 | +65  | 26 |
| 7  | Team Eslövs IK   | 22 | 6  | 4 | 12 | 494 | 500 | −6   | 16 |
| 8  | BK Heid          | 22 | 7  | 0 | 15 | 462 | 521 | −59  | 14 |
| 9  | Kristianstad HK  | 22 | 6  | 2 | 14 | 477 | 546 | −69  | 14 |
| 10 | IF Hellton       | 22 | 5  | 3 | 14 | 473 | 576 | −103 | 13 |
| 11 | Önnereds HK      | 22 | 4  | 2 | 16 | 460 | 605 | −145 | 10 |
| 12 | Spårvägens HF    | 22 | 1  | 0 | 21 | 400 | 582 | −182 | 2  |

## Slutspel

### Kvartsfinaler
Kvartsfinalerna avgörs i bäst av fem matcher, där lagen som placerade sig på plats plats 1-4 har hemmaplansfördel i en eventuell femte match. Matcherna spelas enligt följande.

#### Eslövs IK - IK Sävehof
| Datum                          | Match                  | Resultat | Publik |
| ------------------------------ | ---------------------- | -------- | ------ |
| Eslövs IK - IK Sävehof (0 - 3) |                        |          |        |
| 28 mars                        | Eslövs IK - IK Sävehof | 17 - 24  | 443    |
| 2 april                        | IK Sävehof - Eslövs IK | 28 - 21  | 1 160  |
| 7 april                        | IK Sävehof - Eslöv IK  | 27 - 22  | 725    |

#### BK Heid-Skuru IK
| Datum                      | Match              | Resultat | Publik |
| -------------------------- | ------------------ | -------- | ------ |
| BK Heid - Skuru IK (0 - 3) |                    |          |        |
| 28 mars                    | BK Heid - Skuru IK | 15 - 26  | 403    |
| 2 april                    | Skuru IK - BK Heid | 30 - 18  | 252    |
| 9 april                    | Skuru IK - BK Heid | 29 - 24  |        |

#### H65 Höör-Lugi
| Datum                      | Match              | Resultat                       | Publik |
| -------------------------- | ------------------ | ------------------------------ | ------ |
| H65 Höör - Lugi HF (2 - 3) |                    |                                |        |
| 28 mars                    | H65 Höör - Lugi HF | 20 - 22                        | 613    |
| 3 april                    | Lugi HF - H65 Höör | 21 - 23 (e.fl. 19-19 full tid) | 1 327  |
| 6 april                    | Lugi HF - H65 Höör | 26 - 19                        | 1 140  |
| 12 april                   | H65 Höör - Lugi HF | 27 - 21                        | 720    |
| 16 april                   | Lugi HF - H65 Höör | 26 - 20                        | 1 510  |

#### Västerås Irsta HF-Skövde HF
| Datum                                | Match                        | Resultat | Publik |
| ------------------------------------ | ---------------------------- | -------- | ------ |
| VästeråsIrsta HF - Skövde HF (3 - 0) |                              |          |        |
| 28 mars                              | Skövde HF - VästeråsIrsta HF | 19-25    | 1 118  |
| 31 mars                              | VästeråsIrsta HF - Skövde HF | 27-25    | 1 032  |
| 10 april                             | VästeråsIrsta HF - Skövde HF | 32 - 28  | 1 027  |

### Semifinaler
Semifinalerna avgörs i bäst av fem matcher, bäst placerade lag i grundserien har hemmaplansfavör i en eventuell femte och avgörande match.

#### IK Sävehof-Lugi HF
| Datum                       | Match                | Resultat | Publik |
| --------------------------- | -------------------- | -------- | ------ |
| IK Sävehof- Lugi HF (3 - 1) |                      |          |        |
| 23 april                    | Lugi HF - IK Sävehof | 24-18    | 903    |
| 28 april                    | IK Sävehof - Lugi HF | 23-20    | 1 160  |
| 8 maj                       | IK Sävehof - Lugi HF | 20 - 15  | 847    |
| 11 maj                      | Lugi HF - Ik Sävehof | 23 - 25  | 1 162  |

#### Skuru IK-VästeråsIrsta HF
| Datum                              | Match                       | Resultat | Publik |
| ---------------------------------- | --------------------------- | -------- | ------ |
| Skuru IK- VästeråsIrsta HF (3 - 0) |                             |          |        |
| 26 april                           | VästeråsIrsta HF - Skuru IK | 24-33    | 1 807  |
| 30 april                           | Skuru IK - VästeråsIrsta HF | 26 - 18  | 387    |
| 5 maj                              | Skuru IK - VästeråsIrsta HF | 23 - 20  | 950    |

### Final
| Datum               | Match                 | Resultat | Publik |
| ------------------- | --------------------- | -------- | ------ |
| Final i Malmö Arena |                       |          |        |
| 22 maj              | IK Sävehof - Skuru IK | 27 - 22  | 7 791  |

## Statistik[3]
|    | Namn                | Klubb           | Position | Matcher | Mål | Tekniska fel | Assist | Utvisningar | MEP   |
| 1  | Anna Bardis         | Eslövs IK       | M9       | 22      | 118 | 65           | 28     | 1           | 35,45 |
| 2  | Hanna Blomstrand    | Lugi HF         | H9       | 22      | 117 | 47           | 49     | 11          | 68,91 |
| 3  | Maja Eriksson       | Skövde HF       | V9       | 22      | 114 | 47           | 51     | 8           | 52,14 |
| 4  | Julia Eriksson      | IK Sävehof      | V9       | 22      | 113 | 50           | 45     | 4           | 60,93 |
| 5  | Karin Ullén         | Helltons IF     | H6       | 22      | 108 | 94           | 50     | 4           | 31,19 |
| 6  | Beatrice Nilsson    | Önnereds HK     | V6       | 22      | 107 | 20           | 8      | 2           | 54,31 |
| 7  | Carin Strömberg     | Skuru IK        | M9       | 22      | 106 | 40           | 90     | 12          | 73,77 |
| 8  | Lina A Carlsson     | Västerås        | V9       | 20      | 104 | 37           | 27     | 3           | 40,37 |
| 9  | Cassandra Tollbring | H65 Höör        | M9       | 22      | 101 | 74           | 60     | 11          | 40,48 |
| 10 | Mikaela Johansson   | Kristianstad HK | M9       | 22      | 94  | 73           | 48     | 4           | 33,25 |

- Källa:[4]

### Fotnoter
1. ↑  ”Elitserien dam”. Svenska Handbollförbundet. 21 mars 2015. https://distrikt.svenskhandboll.se/MellansvenskaHandbollforbundet/Tavling/SerierResultat/?t=1500201&s=2015. Läst 13 september 2015.[död länk]
2. ↑  ”Kvartsfinaler dam”. Svenska handbollsförbundet. https://distrikt.svenskhandboll.se/MellansvenskaHandbollforbundet/Tavling/SerierResultat/?t=1500210&s=2015. Läst 8 mars 2016.[död länk]
3. ↑  ”SHE Statistik 2015/2016”. Arkiverad från originalet den 24 december 2021. https://web.archive.org/web/20211224063833/https://handballstats.se/SHE/overview.aspx?y=2015. Läst 17 juni 2019.
4. ↑  "Skytteliga" Arkiverad 23 juni 2018 hämtat från the Wayback Machine. Svenska Handbollförbundet. Läst 22 juni 2018.